# Gimpel
Gimpel – szczyt w Alpach Algawskich, części Alp Bawarskich. Leży w Austrii (Tyrol), przy granicy z Niemcami (Bawaria).